# АК-630М1-2
АК-630М1-2 «Рой» — советская корабельная 30 мм автоматическая артиллерийская установка с двумя шестиствольными вращающимися орудиями АО-18.
АК-630М1-2 был предназначен для обеспечения противокорабельной обороны (ПРО) кораблей военно-морского флота (ВМФ) в ближней зоне, в основном для уничтожения противокорабельных ракет (ПКР), и других видов управляемого оружия. Могла также выполнять задачи по уничтожению самолётов, вертолётов и других средств воздушного нападения противника, поражению малоразмерных морских надводных и береговых целей. Серийное производство так и не началось, на вооружение принята не была. В 1990-е годы предлагалась на экспорт.

## Тактико-технические характеристики
- Калибр: 30 мм
- Вооружение: два шестиствольных автомата АО-18
- Патрон: 30 × 165 мм
- Темп стрельбы: 10 000 выстрелов/мин.
- Максимальная дальность ведения огня: 4000—5000 м
- Начальная скорость снаряда: 875+25 м/с

## Основные пользователи АК-630М1-2
- СССР
- Россия

## Корабли, оснащённые АК-630М1-2
Одна установка АК-630М1-2 была установлена на ракетном катере Р-44 проекта 2066 для проведения испытаний в 1987 году. В 2008 году катер Р-44 был списан и позже утилизирован.
ТАРКР «Пётр Великий» вооружён зенитным ракетно-артиллерийским комплексом «Кортик», обеспечивающим самооборону от ряда «точных» вооружений, включая противокорабельные и противорадиолокационные ракеты, авиабомбы, самолёты и вертолёты, малотоннажные корабли. Каждая установка имеет по две 30 мм шестиствольные артиллерийские установки АК-630М1-2 с 2-мя автоматами АО-18 по схеме «Гатлинга» с суммарной скорострельностью 10000 в/мин. Пушки расположены одна над другой (расстояние между осями блоков стволов – 320 мм).